# Haiterbach
Haiterbach là một thị xã in the huyện Calw, bang Baden-Württemberg, thuộc nước Đức. Đô thị Haiterbach có diện tích 28,92 km². Đô thị này toạ lạc ở phía dông rừng Đen, 19 km về phía đông bắc của Freudenstadt, và 30 km về phía tây của Tübingen. Dân số đô thị thời điểm 31 tháng 12 năm 2020 là 5969 người.